# Orchesellaria lattesii
Orchesellaria lattesii är en svampart som beskrevs av Manier ex Manier & Lichtw. 1965. Orchesellaria lattesii ingår i släktet Orchesellaria och familjen Asellariaceae.   Inga underarter finns listade i Catalogue of Life.